# Flaming Lions Rugby Football Club
Flaming Lions Rugby Football Club, conocido popularmente como Newton-UPC o Flaming Lions, es una institución que se dedica a la práctica, difusión y desarrollo del rugby en la ciudad de Lima, Perú. 

## Historia[1]
Fundado el 26 de febrero de 1999, el club representa a la Universidad Peruana de Ciencias Aplicadas (UPC) y al Newton College.
El nombre del club, Flaming Lions (leones de fuego o leones en llamas), surge al combinar los símbolos de las instituciones involucradas en su fundación; es decir, la llama de fuego de la UPC y los leones del colegio Newton.
En 2007, obtuvo su primer título del Torneo Metropolitano de Rugby de Lima, la primera división del rugby peruano.
En 2009, el equipo volvió a ser campeón, marcando el inicio de la época más exitosa del club al conseguir de manera consecutiva hasta el 2015 el título del Torneo Metropolitano, convirtiéndose en el primer y único heptacampeón del campeonato de rugby más importante de Perú.
Asimismo, el club ganó los torneos de los años 2017, 2018 y 2019, siendo tricampeón por segunda ocasión.
En enero del año 2019, el club participó en el Seven de Viña del Mar, siendo el primer equipo peruano en disputar un torneo internacional de rugby en dicha modalidad.
A la fecha, es el club peruano de rugby más exitoso con once (11) títulos nacionales en la modalidad de XVs, además de distintulos títulos en otras modalidades (VIIs, playa y femenino).

## Categorías
Flaming Lions participa en todas las categorías de los campeonatos de rugby organizados por la FPR y clubes de Lima, desarrollando jugadores desde divisiones inferiores.
Es uno de los equipos protagonistas de los campeonatos tanto de XVs (principal modalidad), VIIs y playa (Vs), peleando siempre los primeros lugares en Primera, Intermedia, Juveniles, Infantiles y en rugby femenino.

## Presidentes
| Periodo     | Nombre             |
| ----------- | ------------------ |
| 1999        | Eduardo Hesse      |
| 2000 - 2001 | Gustavo Alarco     |
| 2001 - 2002 | Alejandro Wenzel   |
| 2002 - 2003 | Ricardo Yépez      |
| 2004 - 2011 | Jorge Ugáz         |
| 2011 - 2014 | Juan Carlos Touzet |
| 2015 - 2017 | Carlos García      |
| 2018 - 2020 | José María Pareja  |
| 2020 - 2023 | Arturo Espínola    |
| 2025 - 2028 | Fabrizio Tapia     |

## Indumentaria
| Proveedores              |
| ------------------------ |
| Mitre (¿?)               |
| BLK (2018-2022)          |
| Celtry (2022-Actualidad) |

## Jugadores - Primera División
| Nacionalidad | Nombre y Apellido    | Posición                      |
| ------------ | -------------------- | ----------------------------- |
| Perú         | Thanasis Fotinias    | Hooker / Pilar                |
| Perú         | Renzo Figueroa       | Hooker / Pilar                |
| Perú         | Esteban Figueroa     | Pilar                         |
| Perú         | Enzo Angañaraz       | Pilar                         |
| Perú         | Rodrigo Rehmer       | Pilar                         |
| Perú         | Martin Guzmán        | Pilar                         |
| Perú         | Giorgio Crolle       | Pilar                         |
| Perú         | Gabriel del Castillo | Segunda línea/Pilar           |
| Perú         | Carlos García        | Segunda línea/Octavo          |
| Perú         | Benjamin Astorga     | Segunda línea                 |
| Perú         | Jonathan Bauza       | Segunda línea / Tercera línea |
| Perú         | Rodrigo Calderón     | Segunda línea / Tercera línea |
| Perú         | Carlos Hernández     | Hooker / Tercera línea        |
| Perú         | Carlos Sotomayor     | Tercera línea                 |
| Perú         | Ángel Martin         | Tercera línea                 |
| México       | Diego Díaz           | Tercera línea                 |
| Perú         | Burton Iturbe        | Tercera línea                 |
| Chile        | Felipe Yaconi        | Octavo                        |

| Nacionalidad | Nombre y Apellido     | Posición               |
| ------------ | --------------------- | ---------------------- |
| Perú         | Roberto Quiroz        | Medio scrum / Wing     |
| Perú         | José Soria            | Medio scrum / Wing     |
| Perú         | Esmith Machuca        | Apertura               |
| Perú         | Renato Concha         | Apertura / Centro      |
| Perú         | Stephano Polar        | Centro / Wing          |
| Perú         | Gianlucca Arata       | Wing / Centro          |
| Chile        | Matias Felipe Fredes  | Centro / Full Back     |
| Chile        | Felipe Porter         | Apertura / Centro      |
| Perú         | Diego Suárez          | Centro / Wing          |
| Perú         | Renato Lecca          | Centro / Wing          |
| Perú         | Jorge Abugattas       | Centro                 |
| Perú         | Nicolás Esaine        | Full Back / Wing       |
| Perú         | Mauro Gelmi           | Wing                   |
| Perú         | Juan Diego Barrientos | Segunda Línea / Octavo |
| Alemania     | Moritz Heider         | Centro /Fullback       |
| Perú         | Francisco Deustua     | Fullback               |
| Perú         | Fabrizio Tapia        | Fullback               |
| Chile        | Ignacio Venegas       | Wing                   |
| Perú         | Gabriel Florian       | Hooker/Pilar           |

## Jugadores destacados
- Juan Carlos Touzet Petrozzi
- Arturo Espinola (Head coach 2007-2017)
- Gustavo Alarco      (Retiro)
- Jorge Ugaz (Retiro)
- Mirko Kovacic Goñi  (Retiro)
- Daniel Cino Barreda (Retiro)
- Jorge Abugattas Sologuren (Head Coach 2018-2019)
- José María Pareja (Head Coach 2019)
- Carlos García
- Carlos Sotomayor
- Diego Díaz
- Giorgio Crolle Claux
- Francisco Deustua
- Felipe Yaconi Queirolo
- Milagros Romero

## Participación en torneos internacionales

### Seven de Viña del Mar
- 2019: Qualys

## Palmarés
- Torneo Metropolitano de Rugby de Lima (11) : 2007, 2009, 2010, 2011, 2012, 2013, 2014, 2015,[2] 2017, 2018, 2019[3]